# Preliminariile Campionatului European de Baschet Feminin din 2017
Această pagină descrie procedura de calificare pentru Campionatul European de Baschet Feminin 2017. Preliminariile au loc în perioada 21 noiembrie 2015 - 23 noiembrie 2016.  Cele nouă (9) câștigătoare de grupe și șase (6) cele mai bune echipe clasate pe locul al doilea se califică pentru ediția din 2017. Țara gazdă are automat garantat un loc.

## Tragerea la sorți
Tragerea la sorți a avut loc la 4 iulie 2015 la München. 
| Urna 1                                                                                   | Urna 2                                                                                 | Urna 3                                                                                              | Urna 4                                                                            |
| ---------------------------------------------------------------------------------------- | -------------------------------------------------------------------------------------- | --------------------------------------------------------------------------------------------------- | --------------------------------------------------------------------------------- |
| - Serbia - Franța - Spania - Belarus - Turcia - Rusia - Muntenegru - Lituania - Slovacia | - Grecia - Croația - Letonia - Suedia - Italia - Ucraina - Ungaria - Polonia - România | - Regatul Unit - Belgia - Slovenia - Portugalia - Bulgaria - Israel - Germania - Estonia - Finlanda | - Țările de Jos - Luxemburg - Elveția - Bosnia și Herțegovina - Albania - Islanda |

## Calificări
Echipele scrise pe fundal verde s-au calificat la turneul final.

### Grupa A
| 21 noiembrie 2015 |       |                              |          |                                                        |
|                   |       |                              |          |                                                        |
| Letonia           | 65-62 | (15-17, 18-15, 16-11, 16-19) | Lituania | info Arhivat în 24 noiembrie 2015, la Wayback Machine. |

| 25 noiembrie 2015 |       |                             |          |                                                        |
|                   |       |                             |          |                                                        |
| Lituania          | 64-73 | (9-11, 23-16, 14-19, 18-27) | Slovenia | info Arhivat în 26 noiembrie 2015, la Wayback Machine. |

| 20 februarie 2016 |       |                            |         |                                                        |
|                   |       |                            |         |                                                        |
| Slovenia          | 69–51 | (21-15, 9-7, 20-14, 19-15) | Letonia | info Arhivat în 25 februarie 2016, la Wayback Machine. |

| 24 februarie 2016 |       |                              |         |                                                        |
|                   |       |                              |         |                                                        |
| Lituania          | 81-87 | (14-17, 29-18, 16-23, 22-29) | Letonia | info Arhivat în 29 februarie 2016, la Wayback Machine. |

| 19 noiembrie 2016 |       |                              |          |        |
|                   |       |                              |          |        |
| Slovenia          | 75-54 | (20-11, 21-15, 19-16, 15-12) | Lituania | [info] |

| 23 noiembrie 2016 |       |                             |          |        |
|                   |       |                             |          |        |
| Letonia           | 77-66 | (19-21, 18-9, 21-15, 19-21) | Slovenia | [info] |

| Loc | Echipa   | M | V | Î | PM  | PP  | PD  | Pct |
| --- | -------- | - | - | - | --- | --- | --- | --- |
| 1   | Slovenia | 4 | 3 | 1 | 283 | 246 | +37 | 7   |
| 2   | Letonia  | 4 | 3 | 1 | 280 | 278 | +2  | 7   |
| 3   | Lituania | 4 | 0 | 4 | 261 | 300 | -39 | 4   |

### Grupa B
| 21 noiembrie 2015 |       |                              |         |                                                        |
|                   |       |                              |         |                                                        |
| Franța            | 69-41 | (23-7, 20-9, 15-10, 11-15)   | Estonia | info Arhivat în 24 noiembrie 2015, la Wayback Machine. |
| Țările de Jos     | 76-67 | (11-16, 11-17, 24-16, 30-18) | Croația | info Arhivat în 12 februarie 2016, la Wayback Machine. |

| 25 noiembrie 2015 |       |                              |         |                                                        |
|                   |       |                              |         |                                                        |
| Estonia           | 55-67 | (19-15, 16-12, 7-29, 13-11)  | Croația | info Arhivat în 26 noiembrie 2015, la Wayback Machine. |
| Țările de Jos     | 52-76 | (15-15, 12-20, 15-18, 10-23) | Franța  | info Arhivat în 26 noiembrie 2015, la Wayback Machine. |

| 20 februarie 2016 |       |                              |               |                                                       |
|                   |       |                              |               |                                                       |
| Croația           | 70-79 | (12-28, 17-20, 21-17, 20-14) | Franța        | info Arhivat în 8 decembrie 2015, la Wayback Machine. |
| Estonia           | 63-66 | (14-22, 20-13, 12-14, 17-16) | Țările de Jos | info Arhivat în 8 decembrie 2015, la Wayback Machine. |

| 24 februarie 2016 |       |                              |               |                                                        |
|                   |       |                              |               |                                                        |
| Estonia           | 47-76 | (5-21, 12-18, 15-26, 15-11)  | Franța        | info Arhivat în 29 februarie 2016, la Wayback Machine. |
| Croația           | 71-57 | (22-12, 24-15, 12-16, 13-14) | Țările de Jos | info Arhivat în 26 noiembrie 2015, la Wayback Machine. |

| 19 noiembrie 2016 |       |                             |               |                              |
|                   |       |                             |               |                              |
| Franța            | 79-46 | (19-6, 16-5, 24-13, 20-22)  | Țările de Jos | info[nefuncțională – arhivă] |
| Croația           | 86-45 | (23-9, 20-12, 17-14, 26-10) | Estonia       | info[nefuncțională – arhivă] |

| 23 noiembrie 2016 |       |                              |         |                                                        |
|                   |       |                              |         |                                                        |
| Franța            | 84-65 | (22-13, 24-12, 23-22, 15-18) | Croația | info Arhivat în 26 noiembrie 2016, la Wayback Machine. |
| Țările de Jos     | 70-46 | (19-7, 19-16, 15-9, 17-14)   | Estonia | info Arhivat în 12 noiembrie 2016, la Wayback Machine. |

| Loc | Echipa        | M | V | Î | PM  | PP  | PD   | Pct |
| --- | ------------- | - | - | - | --- | --- | ---- | --- |
| 1   | Franța        | 6 | 6 | 0 | 463 | 321 | +142 | 12  |
| 2   | Croația       | 6 | 3 | 3 | 426 | 396 | +30  | 9   |
| 3   | Țările de Jos | 6 | 3 | 3 | 367 | 402 | -35  | 9   |
| 4   | Estonia       | 6 | 0 | 6 | 297 | 434 | -137 | 6   |

### Grupa C
| 21 noiembrie 2015 |        |                             |              |                                                        |
|                   |        |                             |              |                                                        |
| Italia            | 121-38 | (32-8, 29-11, 31-4, 29-11)  | Albania      | info Arhivat în 24 noiembrie 2015, la Wayback Machine. |
| Muntenegru        | 78-64  | (17-19, 25-9, 16-23, 20-13) | Regatul Unit | info Arhivat în 24 noiembrie 2015, la Wayback Machine. |

| 25 noiembrie 2015 |       |                            |        |                                                        |
|                   |       |                            |        |                                                        |
| Regatul Unit      | 48-60 | (16-7, 7-22, 14-17, 11-14) | Italia | info Arhivat în 26 noiembrie 2015, la Wayback Machine. |
| Muntenegru        | 99-39 | (21-15, 21-8, 23-7, 34-9)  | Franța | info Arhivat în 26 noiembrie 2015, la Wayback Machine. |

| 20 februarie 2016 |        |                             |            |                                                       |
|                   |        |                             |            |                                                       |
| Italia            | 57-56  | (14-9, 15-15, 11-20, 17-12) | Muntenegru | info Arhivat în 1 martie 2016, la Wayback Machine.    |
| Regatul Unit      | 122-36 | (35-9, 28-13, 32-7, 27-7)   | Albania    | info Arhivat în 9 decembrie 2015, la Wayback Machine. |

| 24 februarie 2016 |       |                              |            |                                                        |
|                   |       |                              |            |                                                        |
| Albania           | 40-86 | (8-19, 16-27, 6-22, 10-18)   | Italia     | info Arhivat în 29 februarie 2016, la Wayback Machine. |
| Regatul Unit      | 71-67 | (17-23, 16-12, 15-19, 23-13) | Muntenegru | info Arhivat în 29 februarie 2016, la Wayback Machine. |

| 19 noiembrie 2016 |        |                              |              |                                                        |
|                   |        |                              |              |                                                        |
| Italia            | 71-52  | (20-15, 16-8, 17-17, 18-12)  | Regatul Unit | info Arhivat în 22 noiembrie 2016, la Wayback Machine. |
| Albania           | 56-114 | (12-30, 14-27, 17-38, 13-19) | Muntenegru   | info Arhivat în 22 noiembrie 2016, la Wayback Machine. |

| 23 noiembrie 2016 |       |                              |              |                                                        |
|                   |       |                              |              |                                                        |
| Muntenegru        | 66-57 | (13-12, 18-11, 18-18, 17-16) | Italia       | info Arhivat în 27 noiembrie 2016, la Wayback Machine. |
| Albania           | 55-97 | (16-25, 11-22, 15-21, 13-29) | Regatul Unit | info Arhivat în 27 noiembrie 2016, la Wayback Machine. |

| Loc | Echipa       | M | V | Î | PM  | PP  | PD   | Pct |
| --- | ------------ | - | - | - | --- | --- | ---- | --- |
| 1   | Italia       | 6 | 5 | 1 | 452 | 300 | +152 | 11  |
| 2   | Muntenegru   | 6 | 4 | 2 | 480 | 344 | +136 | 10  |
| 3   | Regatul Unit | 6 | 3 | 3 | 454 | 367 | +87  | 9   |
| 4   | Albania      | 6 | 0 | 6 | 264 | 639 | -375 | 6   |

### Grupa D
| 21 noiembrie 2015 |        |                              |           |                                                        |
|                   |        |                              |           |                                                        |
| Ucraina           | 90-38  | (23-16, 16-9, 28-2, 23-11)   | Luxemburg | info Arhivat în 24 noiembrie 2015, la Wayback Machine. |
| Serbia            | 100-57 | (23-17, 25-12, 28-18, 24-10) | Germania  | info Arhivat în 24 noiembrie 2015, la Wayback Machine. |

| 25 noiembrie 2015 |        |                             |         |                                                        |
|                   |        |                             |         |                                                        |
| Germania          | 64-66  | (19-23, 18-21, 16-13, 11-9) | Ucraina | info Arhivat în 26 noiembrie 2015, la Wayback Machine. |
| Luxemburg         | 38-132 | (9-25, 10-34, 6-35, 13-38)  | Serbia  | info Arhivat în 26 noiembrie 2015, la Wayback Machine. |

| 20 februarie 2016 |       |                             |           |                                                       |
|                   |       |                             |           |                                                       |
| Germania          | 80-36 | (21-11, 29-8, 17-8, 13-9)   | Luxemburg | info Arhivat în 8 decembrie 2015, la Wayback Machine. |
| Ucraina           | 78-75 | (9-14, 22-25, 25-16, 22-20) | Serbia    | info Arhivat în 21 martie 2016, la Wayback Machine.   |

| 24 februarie 2016 |       |                              |         |                                                        |
|                   |       |                              |         |                                                        |
| Germania          | 66-78 | (20-21, 20-17, 11-16, 15-24) | Serbia  | info Arhivat în 29 februarie 2016, la Wayback Machine. |
| Luxemburg         | 52-85 | (18-20, 9-20, 17-22, 8-23)   | Ucraina | info Arhivat în 29 februarie 2016, la Wayback Machine. |

| 19 noiembrie 2016 |       |                             |           |                                                        |
|                   |       |                             |           |                                                        |
| Ucraina           | 85-61 | (19-18, 24-9, 18-14, 24-20) | Germania  | info Arhivat în 22 noiembrie 2016, la Wayback Machine. |
| Serbia            | 73-51 | (21-23, 15-6, 16-8, 21-14)  | Luxemburg | info Arhivat în 22 noiembrie 2016, la Wayback Machine. |

| 23 noiembrie 2016 |       |                              |          |                                                        |
|                   |       |                              |          |                                                        |
| Luxemburg         | 54-94 | (16-22, 12-27, 11-20, 15-25) | Germania | info Arhivat în 13 noiembrie 2016, la Wayback Machine. |
| Serbia            | 82-88 | (20-27, 19-22, 26-20, 17-19) | Ucraina  | info[nefuncțională – arhivă]                           |

| Loc | Echipa    | M | V | Î | PM  | PP  | PD   | Pct |
| --- | --------- | - | - | - | --- | --- | ---- | --- |
| 1   | Ucraina   | 6 | 6 | 0 | 492 | 372 | +120 | 12  |
| 2   | Serbia    | 6 | 4 | 3 | 540 | 378 | +162 | 10  |
| 3   | Germania  | 6 | 2 | 4 | 422 | 419 | +3   | 8   |
| 4   | Luxemburg | 6 | 0 | 6 | 269 | 554 | -285 | 6   |

### Grupa E
| 21 noiembrie 2015 |       |                              |            |                                                        |
|                   |       |                              |            |                                                        |
| Slovacia          | 56-43 | (18-6, 10-9, 10-13, 18-15)   | Portugalia | info Arhivat în 24 noiembrie 2015, la Wayback Machine. |
| Ungaria           | 72-50 | (15-14, 26-11, 15-11, 16-14) | Islanda    | info Arhivat în 24 noiembrie 2015, la Wayback Machine. |

| 25 noiembrie 2015 |       |                              |          |                                                        |
|                   |       |                              |          |                                                        |
| Islanda           | 55-72 | (11-19, 22-21, 10-12, 12-20) | Slovacia | info Arhivat în 26 noiembrie 2015, la Wayback Machine. |
| Portugalia        | 50-67 | (11-14, 16-14, 7-23, 16-16)  | Ungaria  | info Arhivat în 26 noiembrie 2015, la Wayback Machine. |

| 20 februarie 2016 |       |                             |          |                                                       |
|                   |       |                             |          |                                                       |
| Ungaria           | 65-56 | (17-13, 9-11, 9-12, 30-28)  | Slovacia | info Arhivat în 8 aprilie 2016, la Wayback Machine.   |
| Portugalia        | 68-56 | (11-14, 18-11, 14-9, 25-22) | Islanda  | info Arhivat în 7 decembrie 2015, la Wayback Machine. |

| 24 februarie 2016 |       |                              |          |                                                        |
|                   |       |                              |          |                                                        |
| Islanda           | 87-77 | (22-15, 24-20, 22-21, 19-21) | Ungaria  | info Arhivat în 27 februarie 2016, la Wayback Machine. |
| Portugalia        | 34-64 | (9-24, 6-12, 6-19, 13-9)     | Slovacia | info Arhivat în 29 februarie 2016, la Wayback Machine. |

| 19 noiembrie 2016 |       |                             |            |                                                        |
|                   |       |                             |            |                                                        |
| Ungaria           | 68-44 | (22-13, 17-12, 16-11, 13-8) | Portugalia | info Arhivat în 22 noiembrie 2016, la Wayback Machine. |
| Slovacia          | 86-40 | (26-6, 15-12, 25-12, 20-10) | Islanda    | info Arhivat în 22 noiembrie 2016, la Wayback Machine. |

| 23 noiembrie 2016 |       |                             |            |                                                        |
|                   |       |                             |            |                                                        |
| Slovacia          | 49-68 | (9-18, 10-16, 18-17, 12-17) | Ungaria    | info Arhivat în 25 noiembrie 2016, la Wayback Machine. |
| Islanda           | 65-54 | (6-14, 25-15, 18-14, 16-11) | Portugalia | info Arhivat în 26 noiembrie 2016, la Wayback Machine. |

| Loc | Echipa     | M | V | Î | PM  | PP  | PD  | Pct |
| --- | ---------- | - | - | - | --- | --- | --- | --- |
| 1   | Ungaria    | 6 | 5 | 1 | 417 | 344 | +73 | 11  |
| 2   | Slovacia   | 6 | 4 | 2 | 391 | 305 | +86 | 10  |
| 3   | Islanda    | 6 | 2 | 4 | 353 | 429 | -76 | 8   |
| 4   | Portugalia | 6 | 1 | 5 | 293 | 376 | -83 | 7   |

### Grupa F
| 21 noiembrie 2015 |       |                            |          |                                                        |
|                   |       |                            |          |                                                        |
| Rusia             | 72-39 | (19-8, 19-6, 17-17, 17-8)  | Bulgaria | info Arhivat în 24 noiembrie 2015, la Wayback Machine. |
| Grecia            | 83-46 | (31-17, 14-11, 16-9, 22-9) | Elveția  | info Arhivat în 10 aprilie 2016, la Wayback Machine.   |

| 25 noiembrie 2015 |       |                             |        |                                                        |
|                   |       |                             |        |                                                        |
| Bulgaria          | 40-74 | (11-19, 10-23, 10-15, 9-17) | Grecia | info Arhivat în 26 noiembrie 2015, la Wayback Machine. |
| Elveția           | 48-86 | (15-14, 9-27, 6-25, 18-20)  | Rusia  | info Arhivat în 10 aprilie 2016, la Wayback Machine.   |

| 20 februarie 2016 |       |                              |         |                                                       |
|                   |       |                              |         |                                                       |
| Grecia            | 66-67 | (11-15, 21-16, 21-20, 13-16) | Rusia   | info Arhivat în 7 decembrie 2015, la Wayback Machine. |
| Bulgaria          | 74-55 | (20-9, 15-9, 15-12, 24-25)   | Elveția | info Arhivat în 7 decembrie 2015, la Wayback Machine. |

| 24 februarie 2016 |       |                             |        |                                                        |
|                   |       |                             |        |                                                        |
| Elveția           | 38-68 | (6-17, 15-20, 7-13, 10-18)  | Grecia | info Arhivat în 29 februarie 2016, la Wayback Machine. |
| Bulgaria          | 50-76 | (12-18, 13-17, 16-21, 9-20) | Rusia  | info Arhivat în 29 februarie 2016, la Wayback Machine. |

| 19 noiembrie 2016 |       |                              |          |                                                        |
|                   |       |                              |          |                                                        |
| Grecia            | 95-67 | (21-19, 28-16, 20-19, 26-13) | Bulgaria | info Arhivat în 22 noiembrie 2016, la Wayback Machine. |
| Rusia             | 65-56 | (13-9, 21-9, 20-20, 11-18)   | Elveția  | info Arhivat în 10 mai 2017, la Wayback Machine.       |

| 23 noiembrie 2016 |       |                             |          |                                                        |
|                   |       |                             |          |                                                        |
| Rusia             | 67-53 | (13-8, 29-9, 20-22, 5-14)   | Grecia   | info Arhivat în 6 mai 2017, la Wayback Machine.        |
| Elveția           | 48-72 | (18-16, 11-15, 11-23, 8-18) | Bulgaria | info Arhivat în 12 noiembrie 2016, la Wayback Machine. |

| Loc | Echipa   | M | V | Î | PM  | PP  | PD   | Pct |
| --- | -------- | - | - | - | --- | --- | ---- | --- |
| 1   | Rusia    | 6 | 6 | 0 | 433 | 312 | +121 | 12  |
| 2   | Grecia   | 6 | 4 | 2 | 439 | 325 | +114 | 10  |
| 3   | Bulgaria | 6 | 2 | 4 | 342 | 420 | -78  | 8   |
| 4   | Elveția  | 6 | 0 | 6 | 291 | 448 | -157 | 6   |

### Grupa G
| 21 noiembrie 2015 |       |                            |         |                                                        |
|                   |       |                            |         |                                                        |
| Polonia           | 65-56 | (9-20, 21-22, 16-13, 19-1) | Belarus | info Arhivat în 26 noiembrie 2015, la Wayback Machine. |

| 25 noiembrie 2015 |       |                              |        |                                                        |
|                   |       |                              |        |                                                        |
| Belarus           | 76-71 | (26-22, 12-14, 23-16, 15-19) | Belgia | info Arhivat în 26 noiembrie 2015, la Wayback Machine. |

| 20 februarie 2016 |        |                              |         |                                                        |
|                   |        |                              |         |                                                        |
| Belgia            | 100-63 | (18-16, 27-12, 25-15, 30-20) | Polonia | info Arhivat în 19 februarie 2016, la Wayback Machine. |

| 24 februarie 2016 |       |                             |         |                                                        |
|                   |       |                             |         |                                                        |
| Belarus           | 79-62 | (24-9, 22-16, 15-27, 18-10) | Polonia | info Arhivat în 27 februarie 2016, la Wayback Machine. |

| 19 noiembrie 2016 |       |                              |         |                                                        |
|                   |       |                              |         |                                                        |
| Belgia            | 67-61 | (20-19, 16-15, 17-11, 14-16) | Belarus | info Arhivat în 21 noiembrie 2016, la Wayback Machine. |

| 23 noiembrie 2016 |       |                              |        |                                                        |
|                   |       |                              |        |                                                        |
| Polonia           | 61-77 | (15-27, 25-25, 10-14, 11-11) | Belgia | info Arhivat în 27 noiembrie 2016, la Wayback Machine. |

| Loc | Echipa  | M | V | Î | PM  | PP  | PD  | Pct |
| --- | ------- | - | - | - | --- | --- | --- | --- |
| 1   | Belgia  | 4 | 3 | 1 | 315 | 261 | +54 | 7   |
| 2   | Belarus | 4 | 2 | 2 | 272 | 265 | +7  | 6   |
| 3   | Polonia | 4 | 1 | 3 | 251 | 312 | -61 | 5   |

### Grupa H
| 21 noiembrie 2015 |       |                              |                       |                                                        |
|                   |       |                              |                       |                                                        |
| România           | 67-65 | (27-17, 18-14, 7-14, 15-20)  | Bosnia și Herțegovina | info Arhivat în 26 noiembrie 2015, la Wayback Machine. |
| Turcia            | 72-53 | (20-15, 16-12, 17-14, 19-12) | Israel                | info Arhivat în 15 februarie 2016, la Wayback Machine. |

| 25 noiembrie 2015     |       |                              |         |                                                        |
|                       |       |                              |         |                                                        |
| Israel                | 77-78 | (21-20, 21-14, 14-18, 21-26) | România | info Arhivat în 26 noiembrie 2015, la Wayback Machine. |
| Bosnia și Herțegovina | 50-79 | (12-19, 11-18, 14-18, 13-24) | Turcia  | info Arhivat în 26 noiembrie 2015, la Wayback Machine. |

| 20 februarie 2016 |       |                              |                       |                                                        |
|                   |       |                              |                       |                                                        |
| Israel            | 76-72 | (21-24, 17-14, 17-14, 21-20) | Bosnia și Herțegovina | info Arhivat în 2 martie 2016, la Wayback Machine.     |
| România           | 45-56 | (12-19, 16-10, 12-15, 5-12)  | Turcia                | info Arhivat în 25 februarie 2016, la Wayback Machine. |

| 24 februarie 2016     |       |                             |         |                                                        |
|                       |       |                             |         |                                                        |
| Israel                | 63-62 | (12-26, 23-13, 11-8, 17-15) | Turcia  | info Arhivat în 29 februarie 2016, la Wayback Machine. |
| Bosnia și Herțegovina | 77-63 | (15-13, 19-20, 18-8, 26-22) | România | info Arhivat în 29 februarie 2016, la Wayback Machine. |

| 19 noiembrie 2016 |       |                                       |                       |                                                        |
|                   |       |                                       |                       |                                                        |
| România           | 51-62 | (9-18, 8-17, 18-17, 16-10)            | Israel                | info Arhivat în 22 noiembrie 2016, la Wayback Machine. |
| Turcia            | 72-68 | (13-19, 16-10, 18-16, 14-16, OT:11-7) | Bosnia și Herțegovina | info Arhivat în 22 noiembrie 2016, la Wayback Machine. |

| 23 noiembrie 2016     |       |                              |         |                                                        |
|                       |       |                              |         |                                                        |
| Bosnia și Herțegovina | 62-80 | (20-19, 20-15, 12-23, 10-23) | Israel  | info Arhivat în 26 noiembrie 2016, la Wayback Machine. |
| Turcia                | 64-54 | (17-16, 17-11, 10-18, 20-9)  | România | info[nefuncțională – arhivă]                           |

| Loc | Echipa                | M | V | Î | PM  | PP  | PD  | Pct |
| --- | --------------------- | - | - | - | --- | --- | --- | --- |
| 1   | Turcia                | 6 | 5 | 1 | 405 | 333 | +72 | 11  |
| 2   | Israel                | 6 | 4 | 2 | 411 | 397 | +14 | 10  |
| 3   | România               | 6 | 2 | 4 | 358 | 401 | -43 | 8   |
| 4   | Bosnia și Herțegovina | 6 | 1 | 5 | 394 | 437 | -43 | 7   |

### Grupa I
| 21 noiembrie 2015 |       |                              |        |                                                        |
|                   |       |                              |        |                                                        |
| Suedia            | 52-75 | (13-22, 11-19, 14-21, 14-13) | Spania | info Arhivat în 24 noiembrie 2015, la Wayback Machine. |

| 25 noiembrie 2015 |       |                             |          |                                                        |
|                   |       |                             |          |                                                        |
| Spania            | 86-45 | (20-10, 29-5, 16-17, 21-13) | Finlanda | info Arhivat în 26 noiembrie 2015, la Wayback Machine. |

| 20 februarie 2016 |       |                             |        |                                                        |
|                   |       |                             |        |                                                        |
| Finlanda          | 49-59 | (14-14, 14-11, 15-18, 6-16) | Suedia | info Arhivat în 26 februarie 2016, la Wayback Machine. |

| 24 februarie 2016 |       |                             |        |                                                        |
|                   |       |                             |        |                                                        |
| Spania            | 93-45 | (27-12, 22-6, 20-16, 24-11) | Suedia | info Arhivat în 25 februarie 2016, la Wayback Machine. |

| 19 noiembrie 2016 |       |                             |        |                                                        |
|                   |       |                             |        |                                                        |
| Finlanda          | 54-72 | (21-16, 8-17, 14-19, 11-20) | Spania | info Arhivat în 22 noiembrie 2016, la Wayback Machine. |

| 23 noiembrie 2016 |       |                             |          |                                                        |
|                   |       |                             |          |                                                        |
| Suedia            | 94-45 | (14-7, 19-12, 28-14, 33-12) | Finlanda | info Arhivat în 12 noiembrie 2016, la Wayback Machine. |

| Loc | Echipa   | M | V | Î | PM  | PP  | PD   | Pct |
| --- | -------- | - | - | - | --- | --- | ---- | --- |
| 1   | Spania   | 4 | 4 | 0 | 326 | 196 | +130 | 8   |
| 2   | Suedia   | 4 | 2 | 2 | 250 | 262 | -12  | 6   |
| 3   | Finlanda | 4 | 0 | 4 | 193 | 311 | -118 | 4   |

### Clasamentul echipelor de pe locul al doilea
Cele mai bune șase echipe de pe locul al doilea din grupe se califică la turneul final. Meciurile împotriva echipelor de locul al patrulea din fiecare grupă de patru echipe nu au fost incluse în acest clasament.
| Loc | Grp | Echipa     | MJ | V | Î | PM  | PP  | PD  | Pct | Calificare    |
| --- | --- | ---------- | -- | - | - | --- | --- | --- | --- | ------------- |
| 1   | A   | Letonia    | 4  | 3 | 1 | 280 | 278 | +2  | 7   | Turneul final |
| 2   | F   | Grecia     | 4  | 2 | 2 | 288 | 241 | +47 | 6   | Turneul final |
| 3   | D   | Serbia     | 4  | 2 | 2 | 335 | 289 | +46 | 6   | Turneul final |
| 4   | E   | Slovacia   | 4  | 2 | 2 | 271 | 228 | +43 | 6   | Turneul final |
| 5   | C   | Muntenegru | 4  | 2 | 2 | 267 | 249 | +18 | 6   | Turneul final |
| 6   | G   | Belarus    | 4  | 2 | 2 | 272 | 265 | +7  | 6   | Turneul final |
| 7   | H   | Israel     | 4  | 2 | 2 | 255 | 263 | −8  | 6   |               |
| 8   | I   | Suedia     | 4  | 2 | 2 | 250 | 262 | −12 | 6   |               |
| 9   | B   | Croația    | 4  | 1 | 3 | 273 | 296 | −23 | 5   |               |